# Mini John Cooper Works WRC
La Mini John Cooper Works WRC (anche nota come Mini Countryman WRC) è un'autovettura da corsa derivata dalla Mini Countryman stradale, specificatamente progettata per partecipare al Campionato del mondo rally, campionato in cui ha debuttato nel 2011. La vettura è stata presentata in anteprima al Salone dell'automobile di Parigi 2010.

## Tecnica
Per la realizzazione di questa vettura da rally, la BMW (proprietaria del marchio Mini), si è affidata alla Prodrive, la struttura inglese specializzata nello sviluppo di autovetture da corsa, che vanta ottimi risultati nell'automobilismo, in particolar modo nei rally.

### Motore

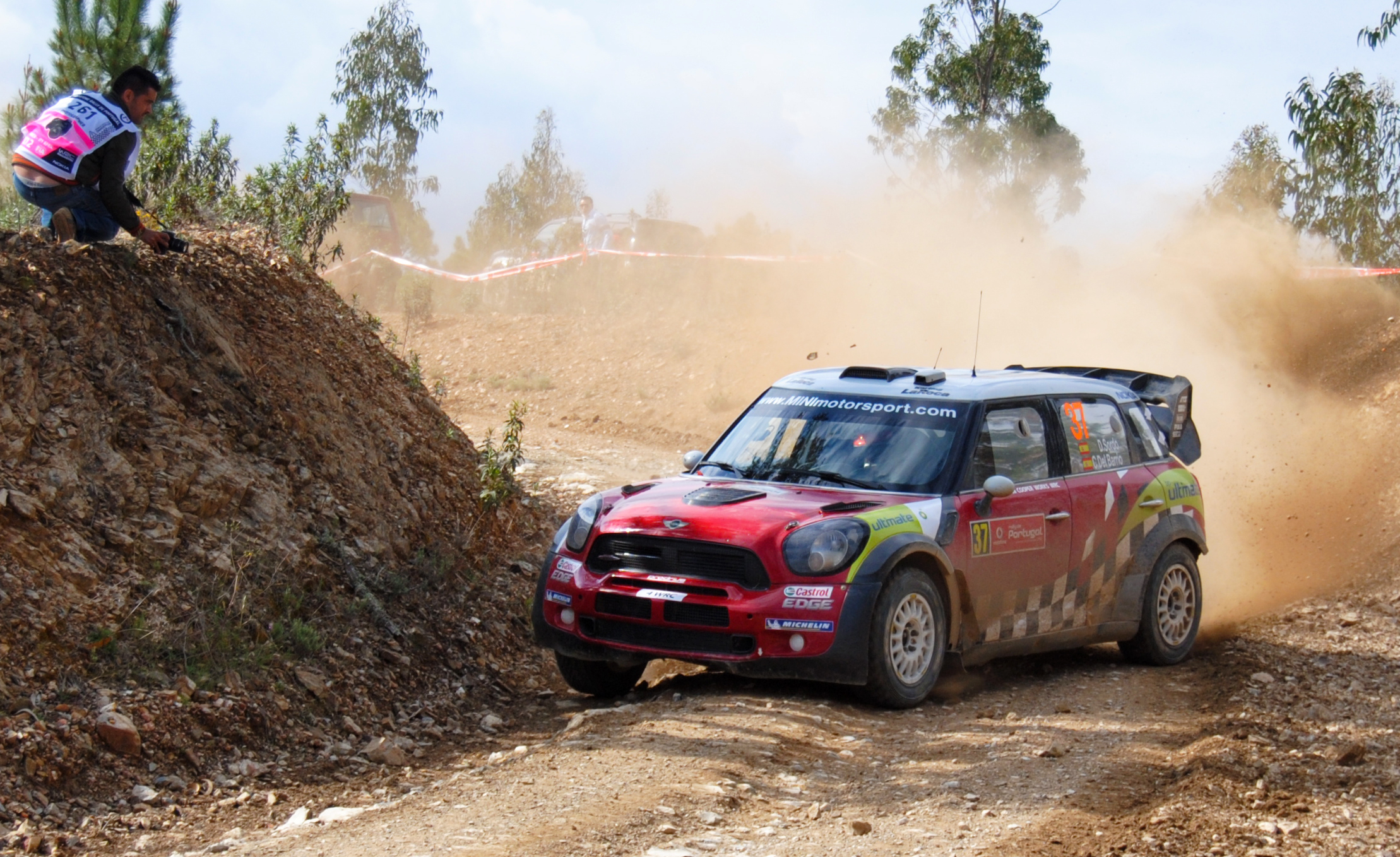
Daniel Sordo e il copilota Carlos del Barrio impegnati alla guida della Mini WRC nel Rally del Portogallo 2012

Il motore della vettura è stato sviluppato dalla BMW Motorsport, deriva dall'unità di serie montata sulla Countryman stradale, di cui riprende il monoblocco dei cilindri e la testata; la BMW utilizza lo stesso motore anche nel Campionato del mondo turismo, tuttavia differisce per una diversa programmazione della centralina elettronica. 
Si tratta di un 4 cilindri in linea di 1.599 cm³ di cilindrata collocato all'avantreno in posizione trasversale, la distribuzione è a doppio albero a camme in testa, 4 valvole per cilindro, l'iniezione è diretta, è sovralimentato con un turbocompressore Garrett ed eroga una potenza massima di oltre 300 CV e una coppia massima di oltre 400 Nm. 
Per limitare le prestazioni il regolamento tecnico FIA impone, sul collettore di aspirazione un restrittore d'aria di 33 mm e limita a 2,5 bar assoluti la pressione massima di sovralimentazione.

### Telaio

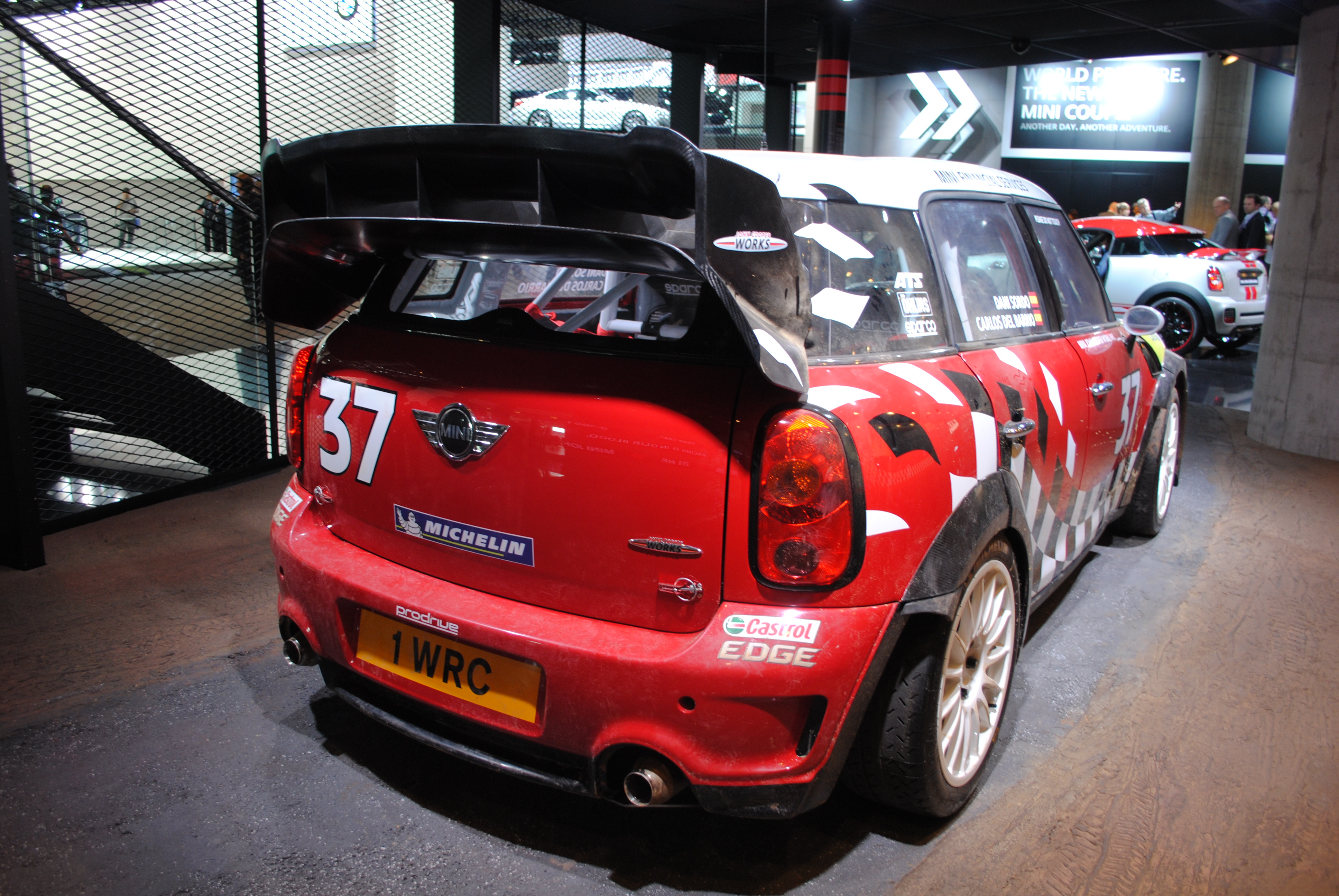
Posteriore di una Mini JCW WRC

Il telaio monoscocca in acciaio deriva da quello della Countryman di serie; la Prodrive lo ha rinforzato con l'aggiunta di una struttura a traliccio di tubi d'acciaio che forma una gabbia di sicurezza necessaria per la protezione dell'abitacolo.
Le sospensioni sono di tipo MacPherson sia all'avantreno che al retrotreno, e sono state realizzate in collaborazione con la ditta specializzata Öhlins; sono regolabili in base al tipo di superficie o secondo le esigenze del pilota. 
La trazione è di tipo integrale con differenziale a slittamento limitato su entrambi gli assi, il cambio è sequenziale a sei rapporti fornito dalla Xtrac, la frizione AP Racing è a doppio disco.

## Risultati sportivi
Ha esordito nel Campionato del mondo rally 2011 debuttando al Rally d'Italia, nella stagione iniziale il team aveva programmato la partecipazione a 6 delle 13 prove iridate per maturare esperienza, riuscendo comunque a conquistare per due volte il podio con lo spagnolo Daniel Sordo.

## Palmarès

### Campionato del mondo
Podi
| Anno | Rally                | Pilota       | Navigatore        | Team                  | Pos. |
| ---- | -------------------- | ------------ | ----------------- | --------------------- | ---- |
| 2011 | Rally di Germania    | Daniel Sordo | Carlos del Barrio | Mini World Rally Team | 3º   |
| 2011 | Rally di Francia     | Daniel Sordo | Carlos del Barrio | Mini World Rally Team | 2º   |
| 2012 | Rally di Monte Carlo | Daniel Sordo | Carlos del Barrio | Mini World Rally Team | 2º   |